# Резолюція Ради Безпеки ООН 1838
Резолюція ради безпеки 1838 — Резолюція Ради Безпеки ООН, зі зверненням до держав з проханням застосовувати військову силу проти Сомалійських піратів. Вона рекомендує державам використовувати ВМС і ВПС для боротьби із злочинністю та тероризмом на морі. Текст розроблявся французькою владою.